# Varför bad de inte Evans? (film)
Varför bad de inte Evans? (engelska: Why Didn't They Ask Evans?) är en brittisk mysteriefilm från 1980 i regi av Tony Wharmby. Filmen är baserad på Agatha Christies deckare med med samma namn från 1934. I huvudrollerna ses Francesca Annis, Connie Booth, John Gielgud, Leigh Lawson och Eric Porter. Sveriges Television visade den första gången 16 juni 1981.

## Historia
Filmen var den andra bearbetningen som London Weekend Television gjorde av ett verk av Christie (den första var De sju urens mysterium) och var från början tänkt som en miniserie men klipptes om och sändes som en tre timmar lång TV-film. Tony Wharmby, som hade regisserat och producerat De sju urens mysterium regisserade filmen tillsammans med John Davies, som senare skulle spela en stor roll i skapandet av TV-serien Agatha Christie's Poirot för LWT.
I filmen spelar Francesca Annis och James Warwick huvudrollerna som Lady Frances Derwent och Bobby Jones. Två år senare återförenades skådespelarna i rollerna som Tommy och Tuppence i TV-filmen Den hemlighetsfulle motståndaren (1983) i regi av Tony Wharmby. Filmen fungerade som en introduktion till en TV-serie i tio avsnitt som började sändas en vecka senare med titeln Agatha Christie's Partners in Crime, en adaptation av Par i brott. I Sverige visades filmen i kanal 1 den 30 april 1984.
Sir John Gielgud spelar rollen som pastorn tillika Warwicks pappa. Gielgud hade även varit med i De sju urens mysterium. Joan Hickson gör en liten roll som mrs Rivington. Det var Hicksons tredje roll i en Christe-film på 43 år efter Love from a Stranger (1937) och 4.50 från Paddington (1961). 1984 senare skulle Hickson bli starkt förknippad med Christies amatördeckare Miss Marple i BBC:s TV-serie med samma namn.

## Rollista i urval
- Francesca Annis - Lady Frances "Frankie" Derwent
- Leigh Lawson - Roger Bassington-ffrench
- James Warwick - Bobby Jones
- Connie Booth - Sylvia Bassington-ffrench
- John Gielgud - pastor Jones
- Bernard Miles - doktor Thomas
- Eric Porter - doktor Nicholson
- Madeline Smith - Moira Nicholson
- Doris Hare - Rose Pratt
- Joan Hickson - Mrs Rivington
- Roy Boyd - Alan Carstairs
- James Cossins - Henry Bassington-ffrench
- Robert Longden - Badger Beadon